# 刘林 (三国)
劉林（？年—？年），蜀國將領，官至牙門將，蜀國滅亡後，與其家小在咸熙元年內遷移至河東。

## 家庭

### 父
- 劉封，劉備養子，官至副軍將軍。